# Glee: The Music, Volume 5
Glee: The Music, Volume 5 est la sixième bande originale extraite de la série Glee. Elle est sortie le 8 mars 2011 aux États-Unis. Elle regroupe des chansons issues de la seconde partie de la deuxième saison, à partir l'épisode post-Super Bowl et également 2 chansons écrites spécialement pour la série : Loser Like Me et Get It Right.

## Liste des chansons
1. Thriller / Heads Will Roll (Michael Jackson / Yeah Yeah Yeahs) (Kevin McHale, Naya Rivera, Cory Monteith, Lea Michele, Amber Riley, Jenna Ushkowitz, Dianna Agron, Heather Morris, Harry Shum Jr, Mark Salling)
2. Need You Now (Lady Antebellum) (Lea Michele et Mark Salling)
3. She's Not There (The Zombies) (Cory Monteith)
4. Fat Bottomed Girls (Queen) (Mark Salling)
5. P.Y.T. (Pretty Young Thing) (Michael Jackson) (Kevin McHale et Harry Shum Jr)
6. Firework (Katy Perry) (Lea Michele)
7. Baby (Justin Bieber) (Chord Overstreet et Kevin McHale)
8. Somebody to Love (Justin Bieber) (Chord Overstreet, Mark Salling, Kevin McHale et Harry Shum Jr)
9. Take Me Or Leave Me (Rent) (Lea Michele et Amber Riley)
10. Sing (My Chemical Romance) (Lea Michele, Cory Monteith, Amber Riley, Jenna Ushkowitz, Dianna Agron, Heather Morris, Harry Shum Jr, Mark Salling, Kevin McHale, Naya Rivera et Jane Lynch)
11. Don't You Want Me (The Human League) (Lea Michele et Darren Criss)
12. Do You Wanna Touch Me (Oh Yeah) (Gary Glitter) (Gwyneth Paltrow)
13. Kiss (Prince) (Gwyneth Paltrow et Matthew Morrison)
14. Landslide (Fleetwood Mac) (Gwyneth Paltrow, Naya Rivera et Heather Morris)
15. Get It Right (Glee Cast) (Lea Michele)
16. Loser Like Me (Glee Cast) (Lea Michele et Cory Monteith)

## Classements
| Pays             | Meilleure Position | Certifications | Ventes |
| ---------------- | ------------------ | -------------- | ------ |
| Australie        | 1                  | Or             | 35 000 |
| Canada           | 3                  |                |        |
| Irlande          | 5                  |                |        |
| Mexique          | 85                 |                |        |
| Nouvelle-Zélande | 3                  |                |        |
| Royaume-Uni      | 4                  |                |        |
| États-Unis       | 3                  |                |        |